# Керри, Марк
Марк Энтони Керри (англ. Mark Anthony Kerry, 4 августа 1959, Темора, Новый Южный Уэльс) — австралийский пловец вольным стилем и на спине. 12-кратный чемпион Австралии. Обладатель трёх олимпийских медалей, в том числе золотой в комбинированной эстафете 4×100 метров на летней Олимпиаде-1980 в Москве (один из четырёх участников «Quietly Confident Quartet»).

## Биография
Ещё в юном возрасте Керри проявил способности в спортивном плавании. Его заметил тренер Джон Ригби, который перевёз его в Квинсленд, где Марк продолжил тренироваться и уже в 16 лет дебютировал в чемпионате Австралии. Неожиданно для всех он выиграл сразу четыре золотые медали в заплывах вольным стилем и на спине на дистанции 200 метров, а также в эстафетах 4×200 метров вольным стилем и 4×100 комплексом. Его выступление на национальной арене не осталось незамеченными, и он получил приглашение в олимпийскую сборную страны. На Играх в Монреале Марк дошёл до финала в дисциплинах 100 и 200 метров на спине и занял седьмое и восьмое места соответственно. Своими результатами, которыми сам Керри был разочарован, он привлёк внимание американского тренера, который пригласил Марка учиться и выступать за университет Индианы. Керри принял приглашение, и за время учёбы в университете установил несколько национальных рекордов. Однако незадолго до Игр Содружества 1978 австралийца исключили из национальной и университетской сборных, поскольку он без разрешения покинул тренировочные сборы.
В 1980 году Марк Керри вернулся в Австралию и вновь выиграл золотые медали в заплывах на 100 и 200 метров на спине. Пловец проигнорировал бойкот летних Олимпийских игр 1980 года, проходивших в Москве, за что некоторое время находился под политическим давлением. На Играх Марк завоевал свою высшую награду в карьере — золотую медаль в комбинированной эстафете 4×100 метров (плыл первый этап (на спине)), а также бронзовую медаль на дистанции 200-метров на спине (но при этом он не попал в финал на 100-метровке этим же стилем). После олимпиады австралиец ненадолго ушёл из большого спорта и вернулся в него только накануне Олимпиады-1984, проходившей в Лос-Анджелесе, и на которой он завоевал бронзовую медаль в комбинированной эстафете 4×100 метров и стал пятым в заплыве на 100 метров на спине. После этих Игр Марк окончательно завершил свою спортивную карьеру и переехал в США, где стал работать на телевидении. По возвращении в Австралию, он основал и возглавил рекрутинговую фирму Dunhill Management, в которой также работал его брат. В 2001 году братья Керри продали Dunhill за А$ 22,7 млн и позже учредили компанию K2.

## Ранние годы
Марк Керри родился в небольшом австралийском городке Темора (Новый Южный Уэльс). Отец занимался продажей автомобилей. Мать работала тренером по плаванию в собственной спортивной школе, в которой Керри и начал заниматься этим видом спорта. Она, по мнению Марка, была очень требовательной в отношении техники плавания и с её подачи Марк выбрал стиль «на спине». С самого детства Керри участвовал во многих спортивных состязаниях; помимо плавания он представлял высшую школу Уоллонгонга на соревнованиях по теннису и лёгкой атлетике, а также четырежды участвовал в соревнованиях штата по кросс-кантри. После переезда семьи в прибрежный город Уоллонгонг Керри занялся сёрфингом. Он очень полюбил океан. В 1974 году Керри победил в молодёжном турнире по сёрфингу «Кэдет Малибу» (англ. Cadet Malibu) (в рамках чемпионата Австралии), а в 1975 году стал вторым в Открытом чемпионате Австралии (англ. Australian Open Surfing Championships).
В 1971 году в возрасте 12 лет Марк впервые принял участие в соревнованиях по плаванию уровня штата, а в 1974-м дебютировал в молодёжном чемпионате Австралии (англ. Australian Age Championships) (в вольном стиле). Вместе с Марком в Уоллонгонге также тренировался Брэд Купер — призёр Летних Олимпийских игр 1972 года, победивший в заплыве на 400 метров вольным стилем. На следующий год Керри перебрался в Брисбен (штат Квинсленд), где начал тренироваться под наставничеством тренера Джона Ригби. На тот момент он находился вблизи 200-го места в мировом рейтинге пловцов на спине.

## Дебют на серьёзном уровне. Олимпиада-1976

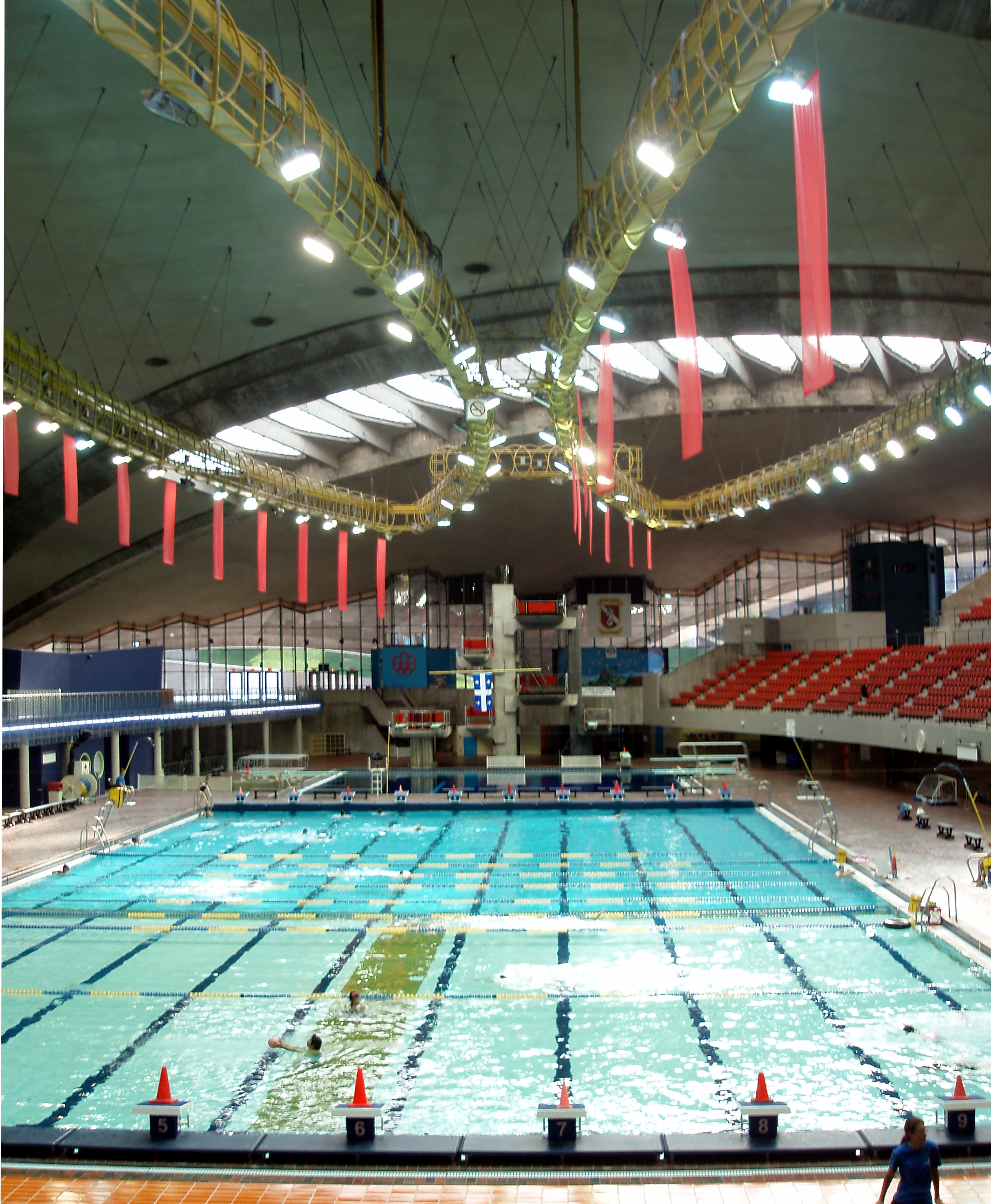
Олимпийский бассейн в Монреале, в котором проходили соревнования по плаванию на Играх-1976

Керри быстро прогрессировал и уже к ноябрю 1975 года улучшил свой результат на дистанции 200 метров на спине с 2.10 до 2.03 (третий результат в мировом рейтинге). Сосредоточившись на плавании, Марк бросил занятия сёрфингом. В 1976 году он дебютировал в национальном чемпионате, на котором выиграл заплывы на 200 метров вольным стилем и на спине с результатами 1:54.33 и 2:03.58 соответственно. На этом же чемпионате Керри выиграл две эстафеты в составе сборной Нового Южного Уэльса: 4×200 м вольным стилем и 4×100 м комплексом.
В возрасте 16-ти лет Керри прошёл отборочную квалификацию для участия в Олимпиаде-1976, проходившей в городе Монреале, и был заявлен на дистанции 100 и 200 метров на спине, 200 метров вольным стилем, а также на две на эстафеты — 4×200 вольным стилем и 4×100 комбинированным. Керри стал вторым в своём квалификационном заплыве на 200 метров вольным стилем с результатом 1:54.86, но этого не хватило, чтобы попасть в финал. После этой неудачи Керри не был заявлен на эстафету 4×200 вольным стилем, хотя по достигнутым результатам был лучшим пловцом сборной. В итоге Австралия стала третьей в своём заплыве, 9-й в общей квалификации и не прошла в финал с отставанием в 1.88 секунды. Участник заплыва Питер Доусон прошёл дистанцию на 4 секунды медленнее, чем Керри в индивидуальном зачёте, и если бы на его месте Марк смог повторить свой результат, то Австралия квалифицировалась бы 5-й.
Большего успеха Керри добился в плавании на 100 метров на спине. Он победил в квалификационном заплыве с результатом 57.99 секунды и прошёл в полуфинал с третьим результатом в общем зачёте. В полуфинале он стал 7-м с результатом 58.04 с, а в финале стал также 7-м (57.94 с), обойдя только своего товарища и соотечественника Марка Тонелли, и при этом уступив около двух секунд выигравшему заплыв американцу Джону Нэйберу. В квалификационном заплыве на 200 метров этим же стилем Керри повторил личный рекорд, проплыв дистанцию за 2:03.58 и прошёл с 4 места в финал, где показал лишь пятое время 2:04.07 (четвёртое место занял Тонелли) с отставанием в 2.72 секунды от бронзы. Керри вместе с Полом Джарви, Нилом Роджерсом и Питером Кослэном принял участие в комбинированной эстафете 4×100 м и стал шестым в квалификации. В финальном заплыве Керри, проплыв свой этап на спине за 57.94, вывел партнёров на четвёртое место, но они не смогли угнаться за лидерами, и в итоге австралийцы оказались в 4-х секундах от медалей.
Керри был разочарован результатами своих выступлений на олимпиаде и чувствовал, что не раскрыл полностью свой потенциал из-за волнения и давления чувства ответственности. Однако он полагал, что приобретённый опыт соперничества с такими пловцами как Нэйбер и Роланд Маттес, должен сыграть ему хорошую службу. К тому же выступления Марка впечатлили ведущего американского тренера Дока Консилмэна, который пригласил его в университет Индианы после того, как Керри окончил школу.
В 1977 году Керри защитил титул лучшего пловца Австралии на дистанции 200 метров на спине, однако на этот раз он проплыл на 4 секунды медленнее, чем годом ранее. В составе сборной Нового Южного Уэльса Марк также выиграл все 3 эстафеты, но и во всех этих заплывах он показал худшее, по сравнению с олимпийским, время. Как чемпион страны он был включён в состав сборной Австралии на турнир Coca Cola Meet, проходившем в Лондоне, но Керри чувствовал, что после Олимпийских игр потерял мотивацию. По возвращении из Англии он решил больше не участвовать в подобных соревнованиях.

## Учёба в американском колледже

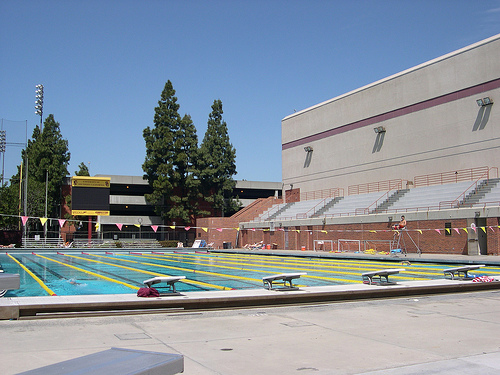
Бассейн университета Южной Калифорнии, в котором тренировался Керри

В январе 1978 года Керри поступил в университет Индианы на факультет драматургии (англ. Theatre, Drama, and Contemporary Dance Faculty). В том же году Марк был заявлен для участия в составе сборной Австралии на Играх Содружества 1978, проходивших в Эдмонтоне, Канада. Однако он и его партнёры по команде Марк Тонелли и Джо Диксон были отстранены от участия в этих соревнованиях за нарушение спортивного режима и распорядка дня во время тренировочных сборов в Гонолулу на День независимости США. По словам Тонелли, Керри опоздал, поскольку встречался с девушкой, а сам Тонелли и Диксон употребляли алкогольные напитки. Для австралийского телевидения Тонелли заявил, что команда не принимала запрещённых медицинских препаратов, но признался, что курил не запрещённую на Гавайях марихуану. Тысячи болельщиков из Австралии, включая будущего премьер-министра Роберта Хоука, подписали петицию с просьбой о реабилитации спортсменов, но она была отклонена.
После инцидента Керри вернулся в Индиану и продолжил учёбу. В 1979 году он участвовал в национальном чемпионате США в Форт-Лодердейле, где поставил новые рекорды Австралии на дистанциях 100 и 200 м на спине с результатами 56.50 и 2:02.61 соответственно. Он стал недоволен работой своего тренера Дока Консилмэна, который, по его ощущениям, больше сосредоточился на делах бизнеса, чем на спорте. Вскоре Марк перевёлся в Университет Южной Калифорнии, в котором тренировался под руководством наставника Джона Нэйбера Питера Делэнда. Представляя свой новый университет, Керри выиграл золотую медаль на Универсиаде-1979 на дистанции 100 метров на спине.

## Летние Олимпийские игры 1980 года
В 1980 году Керри вернулся в Австралию для участия в чемпионате страны, на котором одержал победу в двух дистанциях «на спине» (100 и 200 м), но при этом показал большее время, чем установленные им ранее национальные рекорды. Он также был лучшим в эстафетах 4×100 комбинированным и вольным стилем в составе сборной Нового Южного Уэльса. Эти достижения позволили Марку принять участие во вторых для него Олимпийских играх, которые на этот раз должны были проходить в Москве. Однако ввод советских войск в Афганистан инициировал со стороны США бойкот этой Олимпиады большей части стран Запада, и премьер-министр Австралии Малколм Фрейзер, который активно покровительствовал Олимпийскому комитету Австралии, начал оказывать давление на спортсменов, чтобы заставить их отказаться от участия в Играх. Партнер Керри по сборной Тонелли понял, что от бойкота пострадают только спортсмены, в то время как торговые отношения между странами остаются прочными, и стал лидером австралийских атлетов в борьбе за право поехать на Олимпийские игры. Керри всецело поддержал Тонелли, несмотря на то, что ряд пловцов поддержали бойкот. Он даже получал получал предложения от австралийских чиновников бойкотировать Игры в обмен на финансовую компенсацию. Марк говорил:

Я ощущал огромную решимость отправиться в Москву.... Если бы это был тотальный бойкот, вопросов бы не было, но ведь торговля до сих пор продолжается. Это очень неприятно. Почему спортсмены должны страдать?
Оригинальный текст (англ.)I felt the biggest statement we could make was to go to Moscow and show the world. If there was a total boycott, fine, but trade was still going on. It was disgusting. Why should the athletes be made to suffer?
После выезда из США на Олимпийские игры Керри оказался под угрозой аннулирования его американской визы. Марк прибыл в Москву и был заявлен на участие в четырёх дисциплинах: 100 и 200 метров на спине, эстафете 4×200 вольным стилем и комбинированной эстафете 4×100. Из-за отсутствия американцев и многих других пловцов из стран Запада, в Австралии были уверены, что все три пловца, заявленные на дистанцию 100 метров на спине (Керри, Тонелли и Гленн Пэтчинг), дойдут до финала и выиграют медали. В квалификационном заплыве и полуфинале на стометровке Керри был третьим, показав результаты 58.08 с и 58.07 с соответственно. Для выхода в финал Марку не хватило всего лишь 0.02 с, в общем зачёте он стал девятым, уступив лидеру 0.18 с. Пэтчинг также не смог квалифицироваться в финал, а Тонелли в решающем заплыве пришёл седьмым. Если бы Керри смог повторить своё лучшее время на этой дистанции — 56,50, он стал бы лучшим.
После неудачи на стометровке Керри реабилитировался на дистанции 200 метров. Он прошёл квалификацию, заняв третье место в общем зачёте, и в финальном заплыве завоевал бронзовую медаль (с результатом 2:03.14), уступив лишь венграм Шандору Владару и Золтану Веррасто. Он обошёл представителя СССР Владимира Шеметова на 0.34 с и стал первым австралийцем, выигравшим олимпийскую медаль в индивидуальных заплывах на спине с 1960 года, когда Дэвид Тейле выиграл «золото» на 100-метровке. В эстафете 4×200 вольным стилем Керри вместе с Тонелли, Грэмом Брюэром и Роном МакКеоном занял седьмое место в финале, квалифицировавшись туда с четвёртого места. Перед началом третьего этапа, который плыл Керри, австралийцы были шестыми. К концу своего заплыва Керри вывел австралийцев на пятое место с отставанием от медалей лишь на 0.78 с. Однако МакКеон не смог удержать свою позицию, и Австралия пришла к финишу седьмой с отставанием от третьего места на 1.52 секунды.

### Победа в эстафете

Марк Керри (слева) в составе выигравшей эстафету сборной Австралии

Комбинированная эстафета 4×100 м была для Керри самой важной на этих соревнованиях. В этой дисциплине, начиная с самого начала её появления на Олимпийских играх 1960-го года, неизменно побеждали пловцы из США, однако после объявления американцами бойкота Игр появилась интрига. За прошедшие до этого пять олимпиад лучшим результатом Австралии на этой дистанции было «серебро» в 1960 году, а в 1964-м австралийские пловцы взяли «бронзу», после чего результаты сборных Австралии стали ещё более плачевными, а в 1976 году австралийцы даже не квалифицировались в финал. На этот раз у Австралии было много шансов взять медаль, однако для этого нужно было обойти кого-либо из фаворитов — Швецию, Великобританию или СССР. В составе стартовой четвёрки хозяев игр — Советского Союза, были серебряные медалисты на дистанциях 100 метров брассом и на спине Арсен Мискаров и Виктор Кузнецов, на этой же дистанции баттерфляем Евгений Середин был пятым, а Сергей Копляков (вольный стиль) — четвёртым. В составе сборной Великобритании был Данкан Гудхью, выигравший дистанцию 100 метров брассом, шведы же заявили победителей на дистанциях 100 метров баттерфляем и на спине Пэра Арвидссона и Бенгта Барона, а также серебряного призёра на той же дистанции вольным стилем Пэра Холмертца.
На их фоне сборная Австралии выглядела аутсайдером. Нил Брукс, пловец вольным стилем, не смог квалифицироваться в финал на дистанции 100 метров из-за приступа астмы (14-е место в общем зачёте). Сам Керри не смог квалифицироваться в финал на стометровке на спине, Тонелли — также пловец на спине (причём показавший лучший результат на дистанции 100 метров, чем Керри), вынужден был плыть баттерфляем, и лишь Питер Эванс был единственным человеком четвёрки, выигравшим медаль в соответствующей дисциплине (100 метров брассом). Плюс над четвёркой довлело то, что Австралия на Играх-1976, а также на уже пройденном этапе Игр-1980, не завоевала ни одной золотой медали, и публика жаждала первой, начиная с 1972 года, победы австралийцев на Олимпийских играх.
Шансы Австралии на медаль подросли после дисквалификации сборной Швеции в утреннем заплыве. Тонелли, старший по возрасту в эстафетной команде (в день заплыва ему было 23), и фактически возглавивший пловцов, попросил товарищей в финальной гонке выложиться до конца. Керри пообещал проплыть свой этап на спине за 57 секунд, Эванс брассом за минуту и три секунды, Тонелли баттерфляем за 54 секунды, а Брукс вольным стилем за 49.8 — при этом он никогда до этого не выплывал из 51-й. Тонелли назвал эстафетную четвёрку «Quietly Confident Quartet» («спокойный и уверенный квартет») за проявленные спокойность и уверенность накануне главного старта.
Перед началом финального заплыва, Керри, помня о том, что Пэтчинг в заплыве на 100 метров на спине поскользнулся на стартовой тумбочке и упал в воду, и из-за чего был дисквалифицирован, покрыл свои пятки липким красным веществом, из-за чего они оставляли характерные следы на ковровой дорожке, которую постелили организаторы после случившегося с Пэтчингом инцидента. На своём этапе Марк показал лучшее время, чем в индивидуальной дисциплине (57.87), но, тем не менее, проплыл на две секунды медленнее своего личного рекорда, и пришёл к концу этапа четвёртым. Эванс в брассе установил личный рекорд (1:03.01), который вывел Австралию на примерно равное время, которое показывали лидеры заплыва — СССР. Тонелли проплыл свой этап за 54.94 — почти на две секунды быстрее ожиданий самого пловца. На последних 50 метрах он начал стремительно терять скорость и некоторое время отставал примерно на два метра от лидера, но в самом конце своего этапа отыграл один метр. В последнем этапе Брукс сделал своевременный и дальний прыжок со стартовой позиции, что позволило ему сразу же догнать соперника из Советского Союза Сергея Коплякова. Первую половину дистанции австралиец проплыл вровень с соперником, но сразу же после разворота сделал рывок. За 25 метров до финиша Копляков догнал Брукса, однако Брукс сделал ещё один рывок, завершившийся победой сборной Австралии с разницей в 0.22 с. Брукс проплыл свой этап за 49.86 секунд, примерно за столько, за сколько и обещал своим товарищам по команде. С результатом 3:45.70 Австралия впервые выиграла комбинированную эстафету (как среди мужчин, так и среди женщин). Радуясь успеху, вся команда спрыгнула в бассейн, где у них и взяли интервью.
В 2000 году Керри и другие представители квартета были награждены спортивной медалью Австралии.

## Перерыв и возвращение в большой спорт
После Олимпиады в Москве Керри на продолжительное время прекратил участие в соревнованиях. Он получил приглашение принять участие в Играх Содружества 1982 в Брисбене, однако двух недель усиленных тренировок накануне квалификации оказалось недостаточно для отбора в сборную. В 1983 году Марк начал готовиться к следующим Олимпийским играм, но серьёзно тренироваться начал лишь в октябре. Керри был уверен в своих силах соответствовать высоким международным стандартам несмотря на нерегулярные тренировки после продолжительных перерывов за счёт техники и «поддержания формы» — 80 кг при росте 190 см.
Он вернулся в Австралию в 1984 году, и после подготовки в Брисбене был отобран для участия на Олимпиаде 1984 года в Лос-Анджелесе, несмотря на отсутствие побед на национальном чемпионате того же года. По прибытии в США Керри был заявлен на участие в двух дисциплинах: стометровке на спине и комбинированной эстафете 4×100 м. На первой дистанции он выиграл квалификационный заплыв с результатом 57.15 с, заняв третье место в общем зачёте, однако в финальном старте не смог взять медаль, и стал лишь пятым с результатом 57.18 с отставанием от третьего места на 0.69 с. В комбинированной эстафете Керри плыл вместе с Эвансом, Гленном Бьюхененом и Марком Стоквеллом, которые плыли баттерфляем и вольным стилем соответственно. Они не смогли создать конкуренцию американцам, в составе которых были три золотых медалиста в индивидуальных соревнованиях, и проиграли им около 4 секунд. Керри проплыл свой этап за 57.12 с, после чего сборная Австралии оказалась на третьем месте, проигрывая американцам 1.71 с. Австралийцы смогли удержать третье место до конца эстафеты, проиграв канадцам, пришедшим вторыми, с разницей лишь в 0.02 с.

## После завершения карьеры
После Олимпиады-1984 Керри завершил свою спортивную карьеру. Он работал моделью в Лос-Анджелесе и вёл шоу моды на кабельном телевидении, участвовал в показах мод в Милане и Париже. По словам Тонелли, мать Керри говорила своему сыну «следить за своим лицом, [потому что] это всё, что у тебя есть». Сам Тонелли с этим был не согласен — «он всегда был больше, чем просто лицо», но при этом подтверждал, что Керри особенно старательно ухаживал за собой накануне комбинированной эстафеты Олимпиады-1980, поскольку хотел выглядеть лучше перед будущим работодателем, даже несмотря на малую вероятность победы австралийцев.
Керри женился на американке Линде, они в разное время проживают как в Австралии, так и в США. В семье двое детей: сын Тэннер — полупрофессиональный баскетболист, дочь Мэдисон — актриса, игравшая в сериале Home and Away. Жена Линда архитектор — автор проектов домов таких известных личностей как Никки Сикса и Томми Ли. Сам Марк вместе со своим братом Филом основал одну из крупнейших в Австралии рекрутинговых фирм Dunhill Management. В 2001 году братья продали компанию британскому бизнесмену Роберту Уолтерсу за 22.7 миллионов A$, заодно получив 13.8 миллионов A$ за гарантию дальнейшего успеха фирмы. После продажи бизнеса Керри работал исполнительным директором в другой компании, а после вместе с братом открыли новое кадровое агентство K2 Recruitment&Consalting. В 2015 году семья Керри продала свой дом на морском побережье близ Сиднея, который купила тремя годами ранее за $5.2 миллиона.